# The Blues Alone
The Blues Alone (LONDON 820 535-2) is een muziekalbum van John Mayall, uitgebracht op 1 mei 1967. De cd versie kwam in 1988.
Dit album was het vijfde album van John Mayall en werd opgenomen in 1967. Op dit album bespeelt John Mayall alle instrumenten zelf en op acht van de twaalf tracks wordt de drums door Keef Hartley bespeeld. Gus Dudgeon en David Greenstead tekenen als geluidstechnici voor de opnames en Mike Vernon en John Mayall als producers. De hoes van de originele lp uitgave is ontworpen door John Mayall. 

Op de albumhoes geeft John Peel, die John Mayall goed kende, een kort commentaar op de liedjes.

## Prominente nummers
Down the Line is een ijle klaagzang met een koud klinkende slidegitaar en pianobegeleiding. Sonny Boy Blow is een eerbetoon aan de op 25 mei 1965 overleden Sonny Boy Williamson. Marsha's Mood is een langzaam, weloverwogen en gepassioneerd pianosolostuk gebaseerd een aflopend basschema. No More Tears figureert als een zeldzaam voorbeeld van Mayalls sologitaarspel, waarin hij net als Les Paul gebruikmaakt van versnelde opnames. Brown Sugar is een slidegitaarstuk en heeft geen verband met het beroemde Rolling Stones-nummer van dezelfde naam, hoewel beide nummers wellicht over hetzelfde onderwerp gaan (drugs). Broken Wings, niet te verwarren met het gelijknamige nummer van Mr. Mister, wordt door John Peel als volgt getypeerd "Dit is het type song dat je op de autoradio moet horen op een eenzame nachtelijke tocht door de regen. Een rustige, fluisterende, wonderschone song."

## Bandleden
- John Mayall, zang/piano/orgel/harmonica/basgitaar/5 en 9 snarige gitaren
- Keef Hartley, drums

## Tracklist
Álle nummers zijn van John Mayall
1. Brand New Start - 3.17
2. Please Don't Tell - 2.27
3. Down the Line - 3.35
4. Sonny Boy Blow - 3.40
5. Marsha's Mood - 3.09
6. No More Tears - 3.05
7. Catch That Train - 2.16
8. Cancelling Out  - 4.14
9. Harp Man - 2.40
10. Brown Sugar - 3.39
11. Broken Wings - 4.10
12. Don't Kick Me - 3.08